# SIRPB2
SIRPB2 (англ. Signal regulatory protein beta 2) – білок, який кодується однойменним геном, розташованим у людей на короткому плечі 20-ї хромосоми. Довжина поліпептидного ланцюга білка становить 342 амінокислот, а молекулярна маса — 36 968.
| 10         |  | 20         |  | 30         |  | 40         |  | 50         |
| ---------- |  | ---------- |  | ---------- |  | ---------- |  | ---------- |
| MCSTMSAPTC |  | LAHLPPCFLL |  | LALVLVPSDA |  | SGQSSRNDWQ |  | VLQPEGPMLV |
| AEGETLLLRC |  | MVVGSCTDGM |  | IKWVKVSTQD |  | QQEIYNFKRG |  | SFPGVMPMIQ |
| RTSEPLNCDY |  | SIYIHNVTRE |  | HTGTYHCVRF |  | DGLSEHSEMK |  | SDEGTSVLVK |
| GAGDPEPDLW |  | IIQPQELVLG |  | TTGDTVFLNC |  | TVLGDGPPGP |  | IRWFQGAGLS |
| REAIYNFGGI |  | SHPKETAVQA |  | SNNDFSILLQ |  | NVSSEDAGTY |  | YCVKFQRKPN |
| RQYLSGQGTS |  | LKVKAKSTSS |  | KEAEFTSEPA |  | TEMSPTGLLV |  | VFAPVVLGLK |
| AITLAALLLA |  | LATSRRSPGQ |  | EDVKTTGPAG |  | AMNTLAWSKG |  | QE         |

A: Аланін

C: Цистеїн

D: Аспарагінова кислота

E: Глутамінова кислота

F: Фенілаланін

G: Гліцин

H: Гістидин

I: Ізолейцин

K: Лізин

L: Лейцин

M: Метіонін

N: Аспарагін

P: Пролін

Q: Глутамін

R: Аргінін

S: Серин

T: Треонін

V: Валін

W: Триптофан

Задіяний у такому біологічному процесі, як альтернативний сплайсинг. 
Локалізований у мембрані.